# 세계로
세계로는 LS의 자회사 LS Marine Solution이 운영하는 해저 케이블 부설선이다. 해저전력케이블, 해저통신케이블, HDPE 파이프라인 등의 해저 케이블을 부설한다. 케이블 드럼 4개를 적재할 수 있으며, 무인해저로봇이 탑재되어 케이블 부설시 해저 작업을 진행한다.